# 독립 리그
독립 리그는 프로에 지명되지 못하거나 방출당하여 갈 곳을 잃어버린 선수들을 위해 만들어진 준프로급의 리그이다. 독립 리그를 통해 실력을 쌓은 후 프로 리그에 진출하는 선수들이 많이 있다. 특히 미국과 일본은 독립 리그가 많이 발달되어 있으며, 대한민국에는 제 1호 독립 리그팀인 고양 원더스가 출범을 했다.
엄밀히 말해 야구 리그만을 가리키는 용어는 아니며, 주류를 이루는 프로 리그에 소속하지 않은 선수와 구단으로 이루어진 리그는 독립 리그라고 부를 수 있다.